# Ayuntamiento de San Francisco
El Ayuntamiento de San Francisco (San Francisco City Hall) se abrió al público en 1915 y está situado en el espacio abierto del Civic Center, en San Francisco, California. Es un monumento de estilo Beaux Arts que se encuadra durante el movimiento arquitectónico City Beautiful que experimentó el Renacimiento Americano entre 1876 y 1914. La estructura de la cúpula es la quinta más grande del mundo. El edificio actual reemplazó al Ayuntamiento original, que quedó completamente destrozado tras el terremoto de 1906.
El arquitecto principal fue Arthur Brown, Jr., de Bakewell & Brown. Los blueprint del edificio están conservados en la Biblioteca Bancroft de la Universidad de California en Berkeley. Brown también diseñó el San Francisco War Memorial Opera House, el Veterans Building, Temple Emanuel, Coit Tower y el edificio de la oficina Federal en el 50 United Nations Plaza.